# Sandman
Sandman (The Sandman) è una serie a fumetti scritta da Neil Gaiman e pubblicata dalla DC Comics negli Stati Uniti d'America tra il 1988 e il 1996 incentrata su una nuova versione di un personaggio dei fumetti della DC del periodo Golden Age. Negli anni ha ricevuto numerosi premi e riconoscimenti ed è ritenuta una delle migliori saghe a fumetti di sempre: il Los Angeles Times la definisce «la più grande saga epica nella storia dei fumetti» e Stephen King, nell'introduzione a uno dei volumi che ne raccolgono le storie, ne parla come di: «storie grandiose e noi tutti siamo fortunati a possederle». La rivista Entertainment Weekly la pone al 46º posto nella classifica delle 100 migliori opere letterarie dal 1983 al 2008 e al quinto fra i soli graphic novel. Alla serie viene riconosciuta una elevata qualità dei testi e delle trame che la avvicinano alla letteratura con elementi di filosofia, storia e mitologia, rappresentando un raro caso di commistione di vari generi narrativi.

## Storia editoriale

### Contesto e ideazione
Neil Gaiman non è mai stato particolarmente interessato ai fumetti fino a metà degli anni ottanta, ma la sua posizione cambia quando legge il comic book Swamp Thing pubblicato dalla DC Comics nel 1984 e scritto da Alan Moore. Ne rimane così colpito che invia delle note e considerazioni allo stesso Moore, il quale gli risponde. Tra i due vi è uno scambio epistolare che sprona Gaiman a scrivere il suo primo soggetto per un romanzo a fumetti (o graphic novel). In seguito a un incontro casuale con l'artista Dave McKean, i due decidono di realizzare l'opera concepita da Gaiman che viene pubblicata con il titolo Violent Cases. Forte dell'apprezzamento ottenuto da critica e lettori, si presenta da Karen Berger, redattrice della DC Comics e dal suo vicepresidente Dick Giordano. Il suo obiettivo è di seguire le orme di Moore e proporre "quality comics", ovvero fumetti di qualità, magari rilanciando qualche vecchio personaggio del DC Universe che proprio in quel periodo stava vivendo una riscrittura della sua continuity dopo l'universe-wide crossover intitolato Crisi sulle Terre infinite (1985-1986). La scelta cade su Black Orchid, supereroina creata nel 1973 su Adventure Comics. Il personaggio subisce un processo di revisione da parte di Gaiman che la rende un ibrido umano-pianta legata al reame mistico The Green, di cui fanno parte tutti gli esseri elementali collegati alla vita vegetale del pianeta, compreso Swamp Thing, e quindi l'aggancio voluto all'opera di Moore. L'opera viene pubblicata come miniserie prestige (con carta patinata e copertina in cartoncino) a fine 1988, ma non soddisfa Gaiman che sente di non aver trovato una sua strada e dato alla storia un'impronta personale e originale. Karen Berger intuisce però il potenziale dell'autore e lo individua come uno di quegli scrittori capaci di realizzare fumetti seriali dedicati ad un pubblico adulto. In quel periodo si parlava infatti di serie Mature-Theme, cioè che trattavano tematiche rivolte a dei lettori adulti, così gli viene affidata la serie The Sandman, il cui primo numero uscì con data di copertina gennaio 1989.
La serie originale è composta da 75 albi editi fra il 1988 e il 1996, successivamente riuniti in 10 volumi che raggruppano albi che comprendono un arco narrativo completo o una raccolta di storie brevi, a cui si aggiungono "Notti Eterne" del 2004 e "The Sandman: Overture", miniserie del 2013 che racconta le origini del personaggio e serve da prequel della serie Nel 2018, in occasione del trentesimo anniversario dall'uscita della serie, viene lanciato l'albo The Sandman Universe n. 1 (distribuito l'otto agosto). Scritto dallo stesso Gaiman, serve da preludio a Sandman Universe, ovvero un universo fumettistico che ruota intorno ai personaggi creati dall'autore e/o legati all'etichetta Vertigo. Infatti la serie originale entra a far parte della linea Vertigo (imprint della DC) a partire dal 1993. Questa etichetta viene creata per pubblicare storie dal taglio più adulto rispetto ai fumetti di supereroi classici.

### Volumi antologici
- The Sandman: Preludes and Nocturnes (numeri 1-8, 1988-1989)
- The Sandman: The Doll's House (numeri 9-16, 1989-1990)
- The Sandman: Dream Country (numeri 17-20, 1990)
- The Sandman: Season of Mists (numeri 21-28, 1990-1991)
- The Sandman: A Game of You (numeri 32-37, 1991-1992)
- The Sandman: Fables and Reflections (numeri 29-31, 38-40, 50, Sandman Special n. 1 e Vertigo Preview n. 1, 1991, 1992, 1993)
- The Sandman: Brief Lives (numeri 41-49, 1992-1993)
- The Sandman: World's End (numeri 51-56, 1993)
- The Sandman: The Kindly Ones (numeri 57-69 e Vertigo Jam n. 1, 1994-1995)
- The Sandman: The Wake (numeri 70-75, 1995-1996)

### Disegnatori
Vari disegnatori si sono avvicendati nella realizzazione della serie. Inizialmente la serie venne realizzata da Sam Kieth insieme a Mike Dringenberg. Kieth ideò quindi il design del personaggio di Morfeo basandosi sugli schizzi di Gaiman. Tuttavia prima della pubblicazione e dopo aver disegnato i primi cinque numeri Kieth abbandonò il progetto in quanto non si sentiva a suo agio con il personaggio e le tematiche dichiarando di sentirsi "come si sarebbe sentito Jimi Hendrix nei Beatles. Sono nella band sbagliata". A sostituire Keith nel ruolo di disegnatore fu promosso lo stesso Dringenberg coadiuvato come inchiostratore da Malcolm Jones III. Dringernberg realizzò i successivi 11 numeri e a lui si deve la creazione grafica del personaggio di Death. Successivamente si sono alternati vari disegnatori tra i quali Colleen Doran, Marc Hempel, Kelley Jones, Jill Thompson e Michael Zulli. Le copertine sono state tutte realizzate da Dave McKean che ha utilizzato nel suo lavoro una combinazione di disegno, fotografia, pittura, collage e arte digitale dando così origine ad immagini particolari e assolutamente inusuali in ambito fumettistico oltre a non inserire obbligatoriamente la figura del protagonista in ogni copertina. I balloons del personaggio vennero realizzati diversamente dagli altri personaggi: sono irregolari con lo sfondo nero e le scritte bianche.

### Edizione italiana
In Italia la serie esordì nel 1991 sui numeri 12 e 13 della rivista Horror della Comic Art. Successivamente la serie venne spostata sul nuovo mensile antologico DC Comics Presenta nell'agosto 1992 per 13 numeri per poi continuare su una serie dedicata al personaggio "Sandman - Il signore dei sogni" in albi spillati in formato statunitense a basso prezzo che proseguivano direttamente da dove si era interrotta la rivista pubblicando 12 numeri prima della chiusura delle pubblicazioni nel gennaio del 1995. Complessivamente la Comic Art con queste diverse pubblicazioni pubblicò i primi 33 albi della serie originale. La serie venne ripresa dalla General Press nel 1996; pubblicò sulla rivista antologica Il Corvo Presenta alcuni episodi auto-conclusivi e parallelamente pubblicò il volume Il gioco della vita, edizione italiana dell'analogo volume americano A game of you, che raccoglieva il ciclo di storie dal punto in cui si erano interrotte sul monografico della Comic Art. Il successo spinse l'editore che nel frattempo aveva rilevato la General Press, la Magic Press Edizioni, a completare la pubblicazione degli altri volumi antologici sia in volumi brossurati che in volumi cartonati a tiratura limitata e successivamente ristampati in una nuova edizione con traduzioni riviste e corrette. La seconda edizione è rimasta incompiuta poiché i diritti erano nel frattempo passati alla Planeta DeAgostini che non la portò a termine. Planeta DeAgostini dal 2006 ha iniziato a ristampare l'intera saga in 21 albi da 96 pagine. Nel maggio 2010 è uscito il primo di otto volumi che raccolgono la serie e altre storie collegate in volumi cartonati con un alto numero di pagine; i primi due riprendono i quattro analoghi americani; dopo il secondo volume i diritti di Sandman sono passati a RW Edizioni che ha continuato la pubblicazione di questa serie di volumi nella collana DC Omnibus; dal 2014 la RW Edizioni sta ristampando i 10 volumi antologici nella collana Vertigo Deluxe. Nel 2020 i diritti sono stati acquisiti da Panini Comics che ha pubblicato un cofanetto contenente i 10 volumi della serie più il prequel "Overture", la raccolta "Notti Eterne", il racconto illustrato "Cacciatori di Sogni" e la sua versione a fumetti. 
L'edizione italiana dei dieci volumi è la seguente:
- Preludi e notturni (The Sandman: Preludes and Nocturnes)
- Casa di bambola (The Sandman: The Doll's House)
- Le terre del sogno (The Sandman: Dream Country)
- La stagione delle nebbie (The Sandman: Season of Mists)
- Il gioco della vita (The Sandman: A Game of You)
- Favole e riflessi (The Sandman: Fables and Reflections)
- Brevi vite (The Sandman: Brief Lives)
- La locanda alla fine dei mondi (The Sandman: World's End)
- Le eumenidi (The Sandman: The Kindly Ones)
- La veglia (The Sandman: The Wake)

## The Sandman. Cacciatori di sogni
Per il decennale della creazione del personaggio Neil Gaiman ha scritto una fiaba ispirata al folclore giapponese, intitolata The Sandman. Cacciatori di sogni (The Sandman: The Dream Hunters) illustrata da Yoshitaka Amano, pubblicata nel 1999. Al libro, dieci anni dopo, è seguita l'omonima serie a fumetti pubblicata in quattro puntate.

## Personaggi

### Sandman
Il protagonista della serie è Sogno (Dream), personificazione antropomorfa dei sogni e signore del regno dei sogni; misteriosa figura solitaria sempre vestita di nero, è chiamato anche Morfeo, Oneiros, il plasmatore, il principe delle storie e altro ancora. Sogno è uno dei sette Eterni che incarnano e regolano ognuno un particolare aspetto dell'esistenza umana come la morte o la disperazione; il protagonista della serie è colui che regola i sogni, come nella mitologia greca Morfeo ha il compito di vegliare sugli addormentati, e nella mitologia germanica Sandman, ovvero l'uomo della sabbia, fa sognare cospargendo gli occhi degli uomini di sabbia magica. Vive nel suo regno in solitudine, anche se ogni tanto ha rapporti con sua sorella Morte (Death), un'altra degli Eterni. Il luogo dove Morfeo regna e dove sono ambientati alcuni degli episodi è il regno del sogno. Qui può fare qualsiasi cosa desideri attingendo alle idee e alla forza di tutti i sognatori. Oltre ai sogni e agli incubi vi si trovano infatti vari esseri curiosi come la viverna, il grifone e il cavallo alato che fanno la guardia alla porta del palazzo, Mervin lo spaventapasseri con la testa a forma di zucca, Caino e Abele in eterno litigio tra di loro; Matthew, un corvo che in precedenza era un uomo, Lucien e la biblioteca del sogno in cui sono presenti tutti i libri che le persone hanno sognato o solo immaginato di scrivere così come tutte le idee di romanzo che non si sono mai concretizzate.
| Gli Eterni    |                |                 |
| Nome italiano | Nome Originale | Sigillo         |
| Destino       | Destiny        | Libro           |
| Morte         | Death          | Ankh            |
| Sogno         | Dream          | Elmo            |
| Distruzione   | Destruction    | Spada           |
| Desiderio     | Desire         | Cuore           |
| Disperazione  | Despair        | Anello uncinato |
| Delirio       | Delirium       | Disegno casuale |

### Comprimari

#### Gli Eterni
Gli Eterni non sono divinità ma l'incarnazione di sentimenti, atti e passioni degli esseri senzienti; esistono da prima che l'uomo potesse concepire l'idea di divinità e rimarranno in vita dopo la morte dell'ultimo dio. Ciascuno di essi regna sul suo territorio, all'interno del quale è possibile fare i più disparati incontri: nel reame di Sandman convivono figure bibliche come Caino e Abele, il Paradiso dei marinai descritto da Marco Polo come il luogo dove vanno a morire i marinai. Le storie degli Eterni si intrecciano a quelle del protagonista durante la serie:
- Destino (Destiny): il più vecchio dei fratelli, non lascia impronte e non ha ombra;[2]
- Morte (Death): decide la lunghezza delle vite;[2] il personaggio è stato creato ispirandosi alla modella Cinamon Hadley;[19]
- Distruzione (Destruction): abbandonò il suo regno e le sue responsabilità secoli fa e gli altri fratelli sono alla sua ricerca;[2]
- Desiderio (Desire): rappresenta tutto quello che ognuno ha sempre sognato; non ha sesso né aspetto definibile;[2]
- Disperazione (Despair): sorella gemella di Desiderio, vive nel suo regno fatto solo di finestre affacciate sul nulla;[2]
- Delirio (Delirium/Delight): nato da Piacere, più giovane dei fratelli, abita in un reame aperto a tutti, ma che le menti umane non possono comprendere.[2]

In particolare, Sogno si nutre di tutte le manifestazioni oniriche, Delirio della pazzia, eccetera. In questo senso, tutti i popoli hanno conosciuto gli Eterni, in una forma o nell'altra, e hanno attribuito loro molti nomi. All'interno degli Eterni, Morte (Death) ha un posto speciale perché, come lei stessa dice, era già in attesa quando il primo essere vivente apparve e, quando giungerà la fine dei tempi, avrà come ultimo lavoro da fare sbattere il tappeto, spegnere le luci e chiudersi alle spalle la porta dell'universo prima di andarsene.

## Trama
L'antefatto all'origine della saga è l'imprigionamento del protagonista nel 1916 a opera di un necromante capo di una setta di stregoni: Burgess il Re dei demoni. Egli, tramite degli agganci, riesce a farsi portare dalla biblioteca segreta del Vaticano "Il Libro della Maddalena": un antico libro che parla dei sette Eterni con gli incantesimi con cui imprigionarli. L'obiettivo della setta era di imprigionare la Morte, per ottenere l'immortalità. Durante il rituale, tuttavia, qualcosa va storto. Contrariamente alle aspettative, durante l'evocazione si manifesta Morfeo. Nonostante lo sbaglio, Burgess e la sua setta decidono di tenerlo prigioniero sperando che per la sua libertà in cambio egli possa donare loro l'immortalità. Privandolo dei suoi personali oggetti, l'Elmo, la pietra cremisi e il sacchetto di sabbia di sogni, Morfeo viene segregato in un cerchio magico, racchiuso in una sfera di vetro, bloccandolo nella sua forma materiale. Ciò tuttavia porta a terribili conseguenze nel mondo. Con la prigionia del signore dei sogni, alcuni cominciano a soffrire di problemi di insonnia, mentre altri entrano in coma. Per quanto Burgess tenti disperatamente Morfeo, egli rimane in silenzio, in attesa del momento giusto. Passati settant'anni, nel 1988, il cerchio magico viene accidentalmente spezzato e Morfeo riesce a fuggire. Durante gli anni della prigionia il suo regno è andato in rovina, gli incubi sono fuggiti e ci sono state pesanti ripercussioni nel mondo reale. Sandman parte alla ricerca degli strumenti del suo potere.
La serie è composta da cicli narrativi che sono stati poi raccolti in volumi:
- Preludi e notturni: Sogno (Dream) viene erroneamente imprigionato da un occultista che avrebbe voluto catturare sua sorella Morte (Death) per ottenere l'immortalità. Dopo una lunga prigionia riesce a liberarsi e a tornare nel suo regno che ritrova in rovina. Per recuperare il suo potere Morfeo deve recuperare tre oggetti che gli sono stati sottratti: la sabbia del sogno, il suo elmo e il rubino.
- Casa di bambola: Morfeo inizia a ricostruire il regno del sogno, recuperando inoltre i sogni fuggiti sulla terra sotto forma umana. Incontra un "vortice di sogno", fenomeno che rischia di distruggere il regno del sogno, e lo neutralizza uccidendolo. Nel volume sono presenti due storie autonome: la prima funge da prologo mentre la seconda narra la vicenda di Robert Gadling, a cui Morte ha concesso di vivere in eterno.
- Le terre del sogno: volume antologico con quattro storie indipendenti tra di loro nelle quali Sogno non è protagonista se non marginalmente:
  - Calliope: la musa è tenuta prigioniera da uno scrittore in crisi creativa che grazie a lei ritrova l'ispirazione;
  - Il sogno di mille gatti: su cosa sognano i felini;
  - Sogno di una notte di mezza estate: viene messa in scena la commedia da parte dello stesso Shakespeare per Morfeo e i suoi ospiti;
  - Facade: una donna dotata di superpoteri vorrebbe togliersi la vita ma non vi riesce.
- La stagione delle nebbie: Dopo un confronto con gli altri membri della sua famiglia Sogno decide di liberare Nada, il suo antico amore, ch'egli ha condannato ad essere relegata all'Inferno diecimila anni prima. Morfeo sa che dal confronto con Lucifero uscirà quasi sicuramente sconfitto e tuttavia invia un messaggero, Caino ad annunciare la propria venuta. Una volta là il re dei sogni scopre suo malgrado che l'inferno è vuoto, senza né demoni, né anime dannate. Lo stesso Lucifero spiega a Sogno che ha intenzione di abbandonare il suo dominio e gli consegna le chiavi dell'inferno e di conseguenza la proprietà dello stesso. Naturalmente tutti gli altri dei ambirebbero a reclamare l'inferno, e Sogno decide di invitare nel suo reame tutti coloro i quali sono interessati al Regno del Caduto; dovrà così districarsi in una ragnatela di minacce, promesse e menzogne da parte di un gran numero di divinità. Queste sono Odino con i figli Thor e Loki dal Pantheon norreno, Anubi, Bast e Bes del Delta del Nilo, Susano-o-no-Mikoto figlio di sua Maestà Izanagi, Azazel il principe dell'Inferno, Kilderkin in rappresentanza del principio dell'Ordine, Tremula della Brigata dei Matti in rappresentanza del principio del Caos e i due Angeli Remiel e Duma inviati a osservare per conto del Creatore. In realtà queste due creature angeliche sono state mandate a prendere le chiavi del Reame dei Dannati e a occupare il ruolo che era stato di Lucifero. Quando la volontà del Creatore si rende manifesta, Sogno e gli altri Dei dovranno piegarsi alla sua volontà e i due Angeli precipiteranno all'Inferno. Sandman riesce però a liberare l'anima di Nada che era stata portata come baratto da Azazel. Si dimostra pentito per averla punita solo perché lei lo aveva rifiutato e le propone di diventare la Regina del suo Reame: ma anche questa volta lei rifiuta. Preferisce l'alternativa della reincarnazione e quindi rinasce sulla Terra immemore di ciò che ha vissuto. Nel volume vengono presentati gli altri Eterni non ancora comparsi, ad eccezione di Distruzione.
- Il gioco della vita: Barbie aveva da piccola dei bellissimi sogni in cui era la principessa di un reame fatato, animato da moltissimi personaggi fantastici che crescendo ha dimenticato, ma i suoi sogni non si sono dimenticati di lei. Barbie, ora adulta, abita a New York, si è appena lasciata con il suo ragazzo e ha per vicini di casa due lesbiche, Hazel e Foxglove, la transessuale Wanda, la tranquilla Thessaly e il cupo George. Il regno che lei ha creato in sogno è però in pericolo per l'azione del misterioso Cuculo che sta uccidendo o imprigionandone tutti gli abitanti. I sopravvissuti si rivolgono quindi a lei inviando un messo nel mondo reale per avere aiuto. Barbie resta sconvolta da questo incontro e una volta ricordatasi dei sogni della sua infanzia viene catapultata nel reame immaginario. A questo punto si scopre che George è in realtà un agente del Cuculo e che vuole uccidere tutti gli abitanti della casa attraverso i sogni. Thessaly si rivela essere una strega e prima uccide George e poi si fa rivelare da quest'ultimo che cosa volesse e chi lo mandasse. Barbie poi combatterà contro il Cuculo, mentre Thessaly, accompagnata da Hazel e Foxglove, entrerà grazie alla magia nel reame fatato all'interno del sogno con lo scopo di vendicarsi delle minacce subite. Barbie riesce a infrangere i sigilli che consentivano l'esistenza del reame e l'arrivo di Morfeo che si presenta per reclamare a sé la terra che aveva creato. Non senza qualche problema acconsentirà anche a far tornare a casa le quattro donne. Hazel e Foxglove compariranno successivamente come personaggi chiave nella miniserie di Death mentre Thessaly avrà un ruolo cruciale nelle future vicende di Morfeo.
- Favole e riflessi: Il volume raccoglie una serie di storie brevi ambientate nel mondo di Sandman.
  - Paura di volare è una storia molto breve relativa ad un autore e regista teatrale che ha paura delle conseguenze del suo nuovo lavoro. Sogna sempre di cadere da una montagna che sta scalando, metafora della difficoltà di imporsi e del terrore di fallire. L'aiuto del Signore dei sogni servirà a fargli superare il blocco.
  - Tre settembre e un gennaio racconta la storia (in gran parte vera) di Joshua A. Norton, primo e unico autoproclamato imperatore degli Stati Uniti d'America. La storia di Norton si intreccia con una sfida tra Morfeo e sua sorella Disperazione.
  - Termidoro è ambientato nel periodo della rivoluzione francese. Narra del tentativo di Lady Johanna Constantine di recuperare la testa di Orfeo in mano ai rivoluzionari su incarico del signore dei sogni. Durante la storia compaiono sia Saint-Just che Robespierre, inoltre in un piccolo cameo appare anche Thomas Paine che in quel periodo giaceva in carcere. Al termine della vicenda Johanna riporterà la testa di Orfeo al santuario di Naxos.
  - Caccia inizia con il racconto di un vecchio alla propria nipote. Il racconto narra la vicenda ambientata in tempi remoti di un giovane che si scopre appartenere ad una particolare razza di uomini animali dotati di fantastici poteri a dalla vita lunghissima. Il giovane inizia la ricerca di una principessa di cui si è innamorato guardando un ritratto ma quando alla fine la trova si rende conto che non potrebbe mai essere felice o appropriato per la vita con gli esseri umani e torna dalla sua tribù. Alla fine ci si rende conto che il protagonista del racconto non è altro che il vecchio.
  - Augusto ha come protagonista l'imperatore Augusto. Consigliato da Sogno e aiutato dal nano Licio l'imperatore si finge per un intero giorno un mendicante per poter riflettere senza essere osservato dagli dei.
  - Terre soffici si svolge nel 1273. Marco Polo è un giovane esploratore che sta attraversando il deserto del Gobi (che marco chiama deserto di Lop), nei pressi del lago Lop Nur, con la carovana di suo padre e suo zio quando una tempesta lo fa restare solo. Passata la tempesta Marco incontra un uomo di nome Rustichello da Pisa che afferma di averlo conosciuto molto più anziano nelle prigioni di Genova. Successivamente si scopre che i due sono in realtà imprigionati in una terra di confine tra il sogno e la realtà. Marco riuscirà a liberarsi e a ritrovare la carovana solo grazie all'intervento di Sogno.
  - Orfeo è la narrazione del mito di Orfeo ed Euridice. Morfeo partecipa alle nozze e alla vicenda in qualità di padre di Orfeo. Al matrimonio sono quindi presenti anche tutti gli altri Eterni. L'occasione felice si tramuta però in tragedia: Euridice, morsa da un serpente, muore ed Orfeo, disperato, implora Death di lasciarlo entrare nell'Ade per cercare l'anima dell'amata. Commossi gli dei Ade e Persefone con il suo canto, ottiene di poter tornare sulla terra con Euridice, a patto di non guardarla o parlarle prima di uscire dal regno dei defunti. A pochi passi dalla soglia, però, temendo di essere stato ingannato, si volta per controllare che Euridice sia con lui, violando il patto, e vedendola così scomparire nelle tenebre.
  - Parlamento dei corvi vede il piccolo Daniel fare un piccolo viaggio nel sogno fino alla casa di Caino e Abele. Insieme al corvo Matthew e ad Eva i quattro iniziano a raccontarsi delle storie.
  - Ramadan ha per protagonista Hārūn al-Rashīd. Il califfo governava in maniera illuminata sul più splendente dei regni e su Baghdad, la Città Celeste e perla d'Arabia. Alla sua corte i più grandi saggi e le più grandi meraviglie erano presenti. Rashid aveva tuttavia l'animo travagliato, egli si rendeva conto della transitorietà delle cose umane e vedeva che prima o poi tutte le meraviglie su cui governava sarebbero un giorno sfiorite e dimenticate. Per evitare ciò al-Rashid invoca il signore dei Sogni, Morfeo e gli propone di portare la città nel regno dei sogni in modo che si conservi eternamente perfetta. Sogno accetta tale offerta, prende con sé la meravigliosa città e al suo posto resta una versione grigia e triste della stessa che ancora oggi rimane.
- Brevi vite: Delirio, la sorella di Sogno, decide di cercare Distruzione, loro fratello scomparso da tempo e che trecento anni prima aveva abbandonato il suo ruolo e le sue responsabilità. Sogno è l'unico tra tutti gli eterni che le dà ascolto ma le sue motivazioni non sono chiare. La ricerca innesca pericolosi meccanismi difensivi che lo stesso Distruzione aveva messo a tutela della sua privacy e a farne le spese saranno di volta in volta gli accompagnatori dei due eterni: persone, dei o entità con cui hanno intenzione di parlare per avere informazioni. Dopo alcune peripezie Sogno decide di chiedere aiuto a suo figlio Orfeo la cui testa veniva conservata da una società segreta in un'isola greca. In cambio Orfeo chiede al padre che lui ponga fine alla sua esistenza. Morfeo acconsente. Una volta che riescono ad incontrare Distruzione quest'ultimo ribadisce la sua posizione e la sua voglia di libertà al di fuori delle costrizioni che il suo ruolo lo costringeva. Alla fine Distruzione impacchetta le sue cose a riparte per il suo cammino.
- La locanda alla fine dei mondi: Due ragazzi durante un lungo viaggio in macchina vengono bloccati da una bufera di neve e trovano riparo in una locanda. Al suo interno incontrano personaggi che raccontano storie. Al di fuori della locanda infuria una tempesta di realtà e l'unica alternativa è aspettare che passi. Le storie narrate sono molto originali ed i temi trattati sono vari. Alla fine la tempesta si dissolve e i viandanti possono tornare alle loro realtà. Nel cielo si vede un corteo funebre imponente e misterioso al quale partecipano anche alcuni Eterni: il plasmatore è morto.
- Le eumenidi: Daniel, il figlio che Hippolyta Hall ha concepito nel sogno, viene rapito. La madre incolpa ingiustamente il signore dei sogni. Il bambino in realtà è stato preso dal dio Loki e da Robin Goodfellow. Hippolyta impazzita intraprende un viaggio spirituale che la porterà ad incontrare molte creature fantastiche tra cui Steno ed Euriale. Le due gorgoni le chiedono inutilmente di prendere il posto di Medusa, loro defunta sorella. Successivamente con l'aiuto della strega Thessaly Hippolyta riesce a contattare le eumenidi che accettano di aiutare la donna. Nel frattempo il Corinzio riuscirà a ritrovare il bambino e portarlo al palazzo. Tuttavia non è più possibile a questo punto fermare gli eventi che si sono innescati: le furie iniziano a distruggere il reame del sogno alla ricerca del Re dei sogni e in uno struggente dialogo finale tra Morte e Sogno questi sceglie di porre fine alla sua esistenza. L'incarnazione del sogno deve però continuare a esistere e sarà proprio il piccolo Daniel a formare il ricettacolo per il suo potere diventando così la nuova personificazione dell'Eterno però differente dal suo predecessore.
- La veglia: Dopo la cerimonia funebre di Morfeo Daniel assumerà il ruolo che gli spetta e conoscerà nuovamente la sua famiglia. Nel volume sono inoltre presenti tre storie brevi ed autoconclusive.

## Premi
La serie ha vinto diversi Eisner Awards, un Hugo Award e un Bram Stoker Award.
Il numero 19 della serie Sogno di una notte di mezz'estate (A Midsummer Night's Dream) ha vinto nel 1991 il World Fantasy Award quale miglior racconto breve (o Best Short Story in originale). Si tratta del primo fumetto statunitense a ricevere un premio letterario e viene considerato dalla critica come una delle migliori storie a fumetti di sempre.

## Impatto culturale
- Richard Garfield, creatore delle carte da gioco Magic: l'Adunanza, si è ispirato al n. 50 della serie, Ramadan, per Arabian Night, la prima espansione del gioco.[22]
- Nel film Apri gli occhi, in cui il sogno è un tema centrale, è presente la copertina di Preludi e notturni, visibile per un istante come poster appeso al muro.
- La serie televisiva Lucifer trasmessa dalla Fox nel gennaio 2016 negli USA, ispirata al fumetto Lucifer, ha come protagonista un personaggio comprimario di Sandman.
- Nel 2022 Netflix ha distribuito una serie televisiva basata sul fumetto.[23]